# Escuela de Cine Casa Comal
La Casa Comal es una escuela de cine y televisión ubicada en la ciudad de Guatemala que brinda formación profesional en las diferentes áreas del audiovisual y realiza diversas actividades culturales.
La escuela funciona únicamente los días sábados. Ofrece carreras de grado y cursos específicos para niños, adolescentes y adultos.
Pertenece a la fundación Casa Comal Arte y Cultura, creadora del Festival Internacional de Cine Ícaro en 1998, antes del nacimiento de la casa de estudios cinematográficos. Es una de las escuelas miembro de la FEISAL pero no está reconocida por el CILECT.

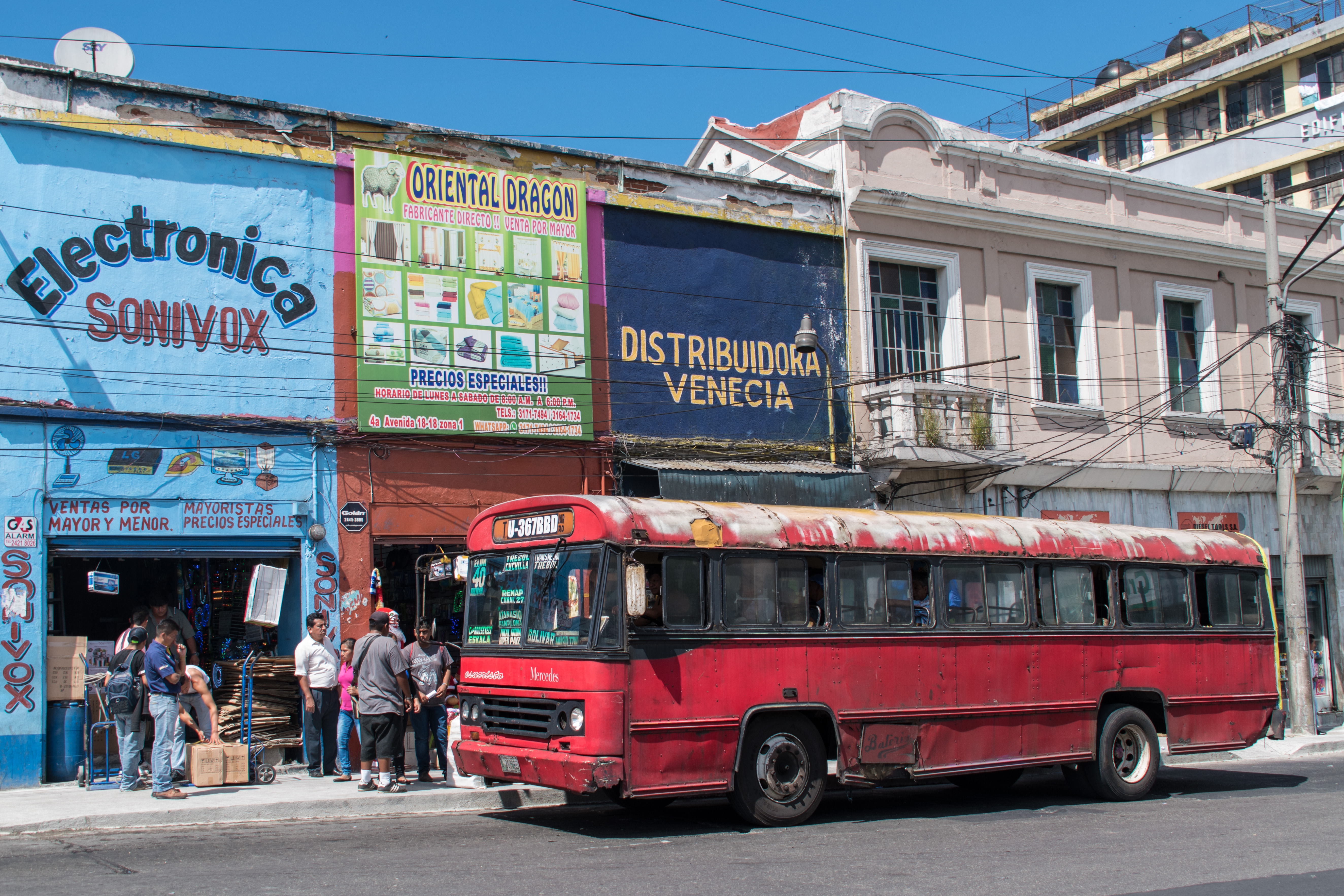
Ciudad de Guatemala.

Casa Comal ha brindado talleres de formación audiovisual en El Salvador, Honduras y Nicaragua, proporciona asistencia administrativa a la EICTV con las inscripciones de residentes guatemaltecos, y organiza el Encuentro Internacional de Cineastas Emergentes.
Entre 2006 y 2020 Casa Comal ha producido varios largometrajes de bajo presupuesto que son exhibidos en el festival organizado por la propia escuela. En el equipo técnico participan alumnos de la escuela y algunas de estas películas han sido guionadas y dirigidas por Elías Jiménez, rector de Casa Comal.

## Carreras
Esta escuela ofrece algunas carreras de nivel medio:
- Bachillerato en Ciencias y Letras con Diplomado en Cine y Televisión

A nivel universitario ofrece dos en alianza con la Facultad de Música y Artes Visuales de la Universidad Da Vinci:
- Técnico Universitario en Cine y Televisión
- Licenciatura en Cine y Televisión